# 莫哈維堡 (亞利桑那州)
莫哈維堡（英語：Fort Mohave）是位於美國亞利桑那州莫哈維縣的一個人口普查指定地區。根據2010年美國人口普查，該地人口為14364人，而該地的面積約為43.24平方千米。

## 地理
莫哈維堡的座標為35°02′35″N 114°37′21″W / 35.04306°N 114.62250°W，而該地最高點為海拔高度1140米（即3740英尺）。